# Henryk II de Bourbon-Condé
Henryk II de Bourbon-Condé, fr. Henri II de Bourbon (ur. 1 września 1588 w Saint-Jean-d’Angély, zm. 26 grudnia 1646 w Paryżu) – książę de Condé, diuk d’Enghien, de Châteauroux, de Montmorency, d’Albret i de Bellagarde, był pierwszym księciem krwi. Nazywano go "Książę Pan" (Monsieur le Prince).
Był jedynym synem Henryka I, księcia de Condé, i Charlotty de La Trémoille. Nie znał swoich rodziców, ponieważ jego ojciec zmarł niedługo po jego narodzinach, a jego matka została uwięziona, oskarżona o udział w spisku na życie swojego męża. Edukacją Henryka II zajmował się król Francji – Henryk IV, krewny Kondeusza. Do czasu urodzenia Ludwika XIII, Henryk II był pierwszy w kolejności do sukcesji po Henryku IV. Na emigracji w rozsiewał plotki o nieprawym pochodzeniu następcy tronu
W 1609 Kondeusz poślubił piękną Karolinę Małgorzatę de Montmorency, i miał z nią troje dzieci:
- Annę Genowefa (1619–1679), żonę Henryka (II) Orleańskiego, księcia de Loungueville,
- Ludwika II, księcia de Condé, zwanego Wielkim Kondeuszem (1621–1686),
- Armanda, księcia de Conti (1629–1666).

W latach 1616–1620 Henryk II razem z małżonką był więziony na rozkaz regentki – Marii Medycejskiej i za zgodą małoletniego króla – Ludwika XIII. W więzieniu, w Vincennes, gdzie na świat przyszła ich córka – Anna Genowefa. Brat jego żony Henri II de Montmorency również dopuścił się zdrady, za co został w 1632 roku skazany i stracony przez sąd królewski. Kondeusz wraz z małżonką odziedziczył dobra i tytuł księcia de Montmorency.